# 추출물

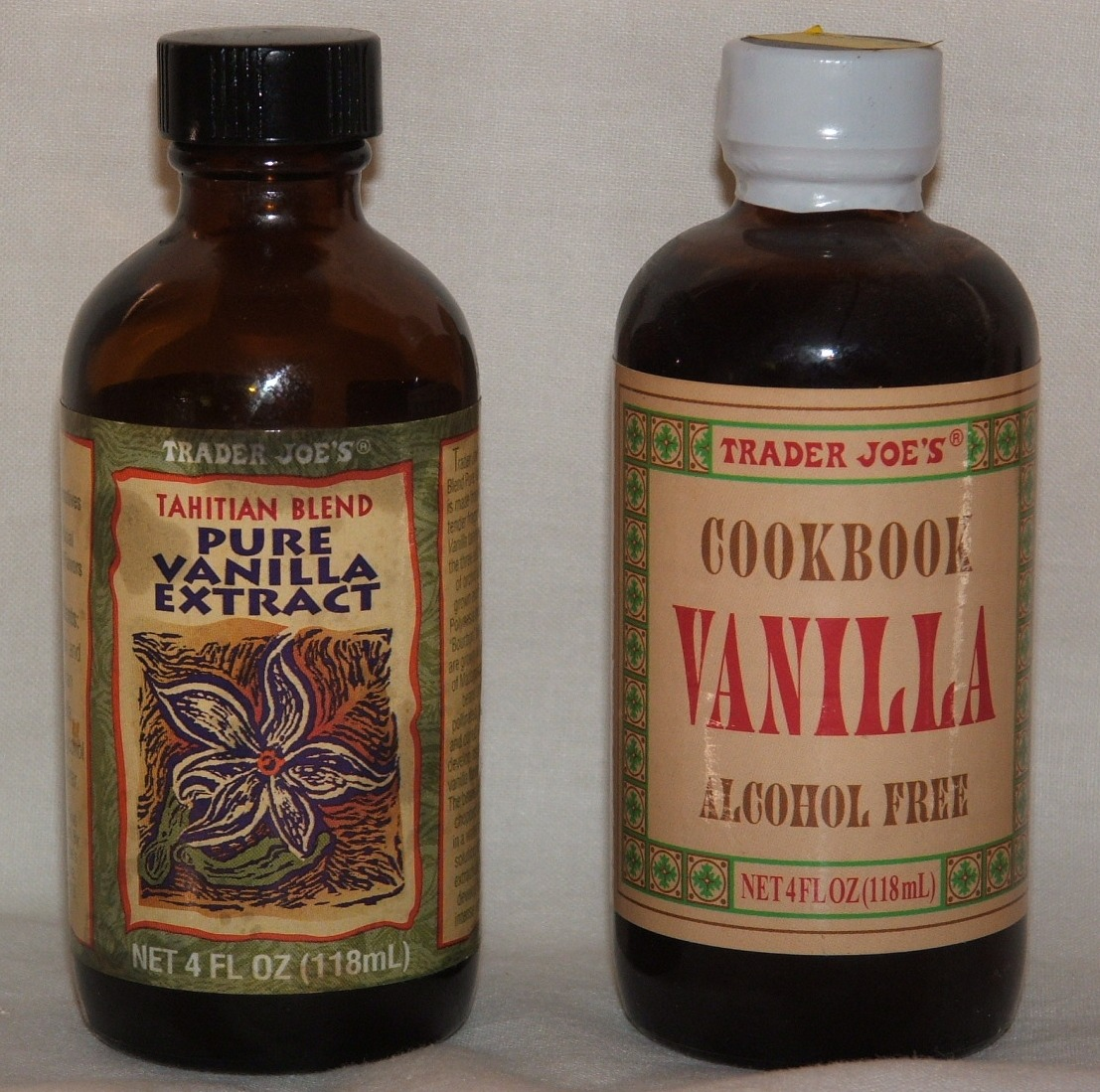
바닐라 추출물

추출물(抽出物, 영어: extract)은 원료의 일부를 에탄올, 기름, 물 등의 용매를 사용해 추출하여 만든 물질이다. 에센스(영어: essence)라고도 한다. 추출물은 팅크제, 앱솔루트 또는 분말 형태로 판매된다.
많은 향신료, 견과류, 허브, 과일 등의 방향 성분과 일부 꽃은 추출물로 판매되며, 추출물 중 잘 알려진 것으로는 아몬드, 계피, 정향, 생강, 레몬, 육두구, 오렌지, 페퍼민트, 피스타치오, 장미, 스피어민트, 바닐라, 제비꽃속, 럼, 노루발풀이 있다.

## 추출 기술

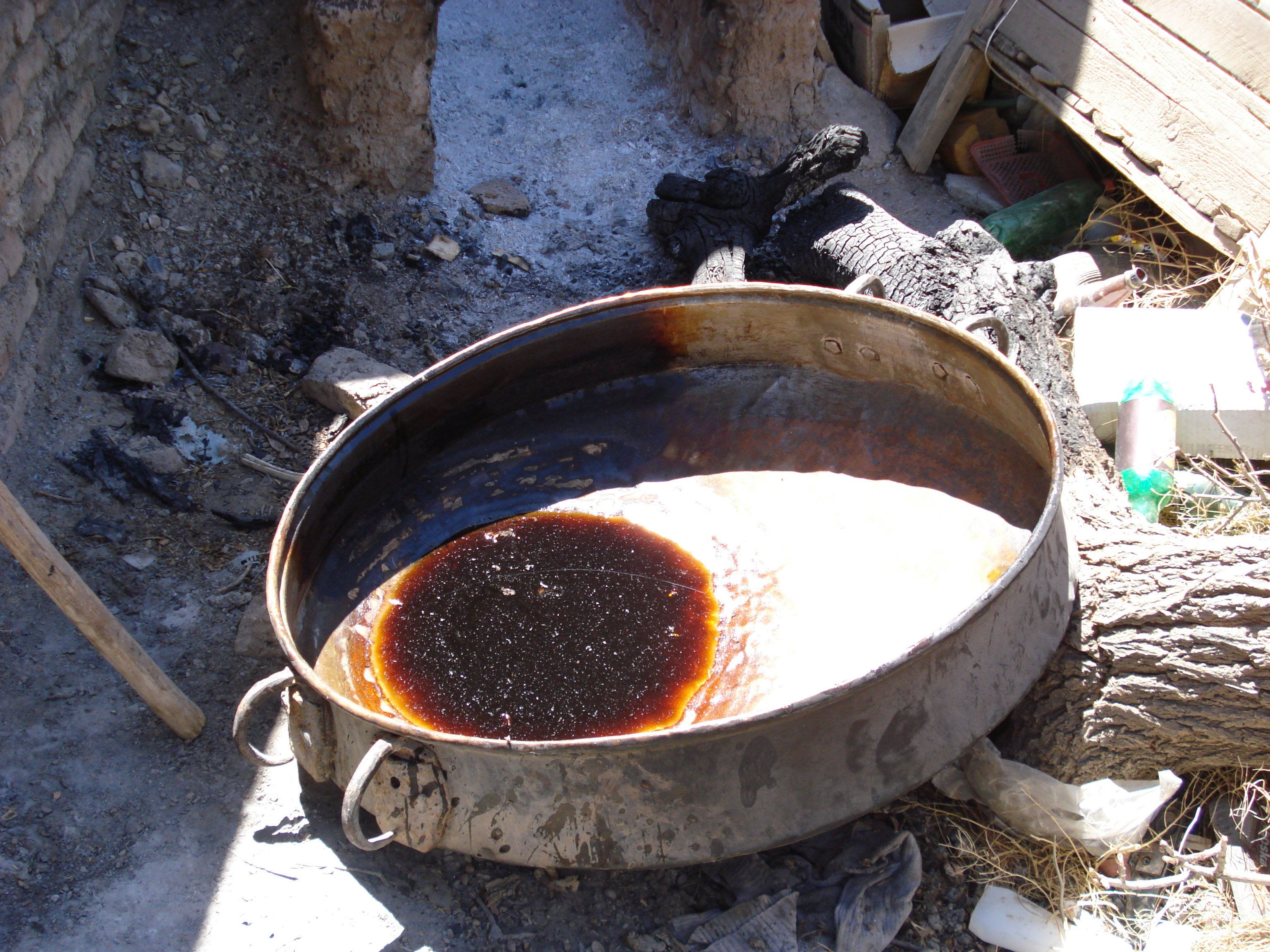
이란의 전통적인 추출 냄비

대부분의 천연 에센스는 꽃, 열매, 뿌리와 같은 공급 원료 또는 손상되지 않은 식물로부터 다양한 기술과 방법을 통해 에센셜 오일을 추출하여 얻는다.
- 착즙(주스 만들기, 과일 압착기)은 공급 원료에서 물리적으로 추출하는 재료가 포함되며, 오일이 풍부하고 감귤류의 껍질, 올리브, 포도와 같은 재료에서 쉽게 얻을 수 있을 때 사용된다.
- 흡수(담그기, 달이기). 추출은 바닐라콩이나 찻잎에 사용되는 용매에 재료를 담궈서 수행된다.
- 침연은 열을 사용하지 않고 물질을 부드럽게 하고 분해하는 데 사용된다. 일반적으로 페퍼민트 추출물 및 포도주 제조에 기름을 사용한다.
- 증류 또는 분리 과정은 라벤더 추출물에 사용되는 것처럼 물질을 특정 끓는점까지 가열한 다음 이를 수집하고 추출물을 응축하여 원하지 않는 물질을 남겨두어 더 높은 농도의 추출물을 생성하는 방법이다.[1]

거의 모든 과일의 독특한 향은 많은 음식을 만드는 데 있어 바람직한 첨가물이지만 레몬, 오렌지, 바닐라콩과 같이 충분히 농축된 향미 추출물의 실용적인 공급원은 극히 일부에 불과하다.

## 인공 추출물
바나나, 체리, 복숭아, 파인애플, 라즈베리, 딸기와 같은 농축된 과일 향의 대부분은 다양한 에스터와 특수 오일을 결합하여 생산된다. 적절한 착색은 일반적으로 염료를 사용하여 얻는다. 가장 일반적으로 사용되는 에스터 중에는 아세트산 에틸과 뷰티르산 에틸이 있다. 인공적인 바나나, 파인애플, 딸기 추출물을 만드는 데 사용되는 주요 화합물은 아세트산 아밀과 뷰티르산 아밀이다.
인공 추출물은 일반적으로 천연 과일 향의 섬세함을 갖고 있지 않지만 보통 추출물을 얻을 수 없거나 가격이 너무 비쌀 때 유용하게 사용할 수 있을 만큼 충분히 유사한 향을 가지고 있다.

## 같이 보기
- 추출
- 바닐라 추출물